# Climat
Ne doit pas être confondu avec la météorologie.
Pour les articles homonymes, voir Climat (homonymie).
Le climat est la distribution statistique des conditions de l'atmosphère terrestre dans une région donnée pendant une période donnée. L'étude du climat est la climatologie. Elle se distingue de la météorologie qui désigne l'étude du temps dans l’atmosphère à court terme et dans des zones ponctuelles. 
La caractérisation du climat est effectuée à partir de mesures statistiques annuelles et mensuelles sur des données atmosphériques locales : température, pression atmosphérique, précipitations, ensoleillement, humidité, vitesse du vent. Sont également pris en compte leur récurrence ainsi que les phénomènes exceptionnels.
Ces analyses permettent de classer les climats des différentes régions du monde selon leurs caractéristiques principales.
Le climat a fortement varié au cours de l'histoire de la Terre sous l'influence d’une pluralité de phénomènes astronomiques, géologiques, etc., et plus récemment sous l'effet des activités humaines (réchauffement climatique). 

Carte simplifiée des climats mondiaux.

## Terminologie
Le terme « climat » apparaît dans la langue française au XIIe siècle comme dérivé du latin climatis qui provient du grec κλίμα qui, comme le décrit le géophysicien JL Fellous,  signifie « inclinaison », en référence à l’inclinaison des rayons solaires commune aux régions de climat semblable. Les premiers découpages climatiques ont en effet été établis selon l'inclinaison des rayons du Soleil par rapport à l'horizon.
Aristote (dans Météorologiques) est le premier à diviser le globe terrestre en cinq zones climatiques : deux zones froides, près des pôles (l’arctique et l’antarctique) ; une zone torride, près de l'équateur, qu'il considère comme inhabitable ; et deux zones tempérées comprises entre la zone torride et une des zones froides (la zone septentrionale, correspondant à l'Écoumène, et la zone méridionale, qu'il appelle les antipodes).
La notion de changement climatique et celle de réchauffement climatique se réfèrent au climat planétaire et à ses variations globales et locales.

Selon Antoine César Becquerel qui en 1865 cite Alexander von Humboldt, le climat d'un pays est : 

« la réunion des phénomènes calorifiques, aqueux, lumineux, aériens, électriques, etc. qui impriment à ce pays un caractère météorologique défini, différent de celui d'un autre pays, placé sous la même latitude et dans les mêmes conditions géologiques. Selon que l'un de ces phénomènes domine, on dit que le climat est chaud, froid ou tempéré, sec ou humide, calme ou venteux. 
On considère toutefois la chaleur comme exerçant la plus grande influence : viennent ensuite les quantités d'eau tombée dans les diverses saisons de l'année, l'humidité ou la sécheresse de l'air, les vents dominants, le nombre et la répartition des orages dans le cours de l'année; la sérénité ou la nébulosité de l'air; la nature du sol et celle de la végétation qui le recouvre, selon qu'elle est spontanée ou le résultat de la culture. »

Le climat désigne les caractéristiques statistiques (moyenne, maxima et minima, dispersion), calculées sur une longue période de temps (30 ans, par convention, pour les météorologistes), des observations de paramètres tels que la température, la pression, la pluviométrie ou la vitesse du vent, en un lieu géographique et à une date donnés.

## Fonctionnement du système climatique
Le système climatique est composé de plusieurs sous-ensembles : l'atmosphère, l'océan et la cryosphère, la lithosphère continentale et la biosphère de la Terre. L'apport d'énergie du rayonnement solaire et les échanges d'énergies entre les sous-ensembles du système climatique déterminent le climat de la planète.
Les océans représentent le principal réservoir de la chaleur capturée et de l'humidité. La circulation océanique, que l'on appelle aussi circulation thermohaline parce qu'elle est causée à la fois par des différences de températures et par différences de salinité, redistribue la chaleur des régions chaudes vers les régions froides.
Le rayonnement solaire se distribue inégalement à la surface de la Terre. Les basses latitudes, autour de l’équateur, reçoivent davantage de rayonnement que les hautes latitudes, proches des pôles Nord et Sud. L’océan n’absorbe (ou ne réfléchit) pas le rayonnement solaire incident de la même manière que les surfaces continentales. Les écarts de température importants entre régions polaires et zone intertropicale induisent à leur tour des mouvements de l’air (vents) et de l’océan (courants marins). Les surfaces océaniques et continentales sont soumises à une forte évaporation qui alimente un cycle hydrologique. La vapeur d’eau s’élève dans l’atmosphère, se condense en altitude, est transportée par les vents, et précipite sous forme de pluie ou de neige. La rotation de la Terre induit une accélération des vents (force de Coriolis) qui sont déviés vers la droite, dans l’hémisphère nord, et vers la gauche, dans l’hémisphère sud. Ce phénomène donne naissance aux vents alizés, dans la zone intertropicale, et à d’immenses tourbillons (les anticyclones de l’hémisphère nord). De vastes cellules de circulation générale ceinturent la Terre : elles contribuent à redistribuer la vapeur d’eau excédentaire des régions de basses latitudes vers les zones extratropicales, et elles assèchent les régions désertiques aux latitudes subtropicales (cellules de Hadley).
Une partie du rayonnement solaire qui arrive au sol est immédiatement réfléchie. Le rapport entre l'énergie réfléchie et l'énergie solaire incidente est l’albédo, qui est compris entre 0 pour un corps qui absorberait la totalité des ondes électromagnétiques et 1 pour une surface qui les réfléchirait toutes. L’albédo planétaire, mesuré au sommet de l’atmosphère, qui est de 0,3, connaît de grandes variations en fonction des surfaces, depuis 0,05 à 0,15 pour la surface de la mer, une forêt de conifères ou un sol sombre jusqu'à 0,75 à 0,90 pour la neige fraiche. Toute variation de l'albédo modifie la température :ainsi, la fonte de la banquise arctique diminue l'albédo, donc augmente les températures dans la région arctique.
Les continents et surtout le relief introduisent des barrières physiques à ces échanges qui modifie grandement la distribution des précipitations, de la chaleur et de la végétation.

## Familles de climat
Il existe de nombreuses méthodes de classification des climats, elles dépendent des données observées et leur choix est fonction des buts recherchés par les observateurs. Une des plus connues est la classification de Köppen.
Une représentation très simple permet d'identifier un climat d'un seul coup d’œil : le diagramme ombrothermique, qui représente les variations mensuelles sur une année des températures et des précipitations selon des gradations standardisées. Chaque climat, exception faite du climat équatorial, a deux diagrammes types, l'un pour les régions de l'hémisphère nord, l'autre pour l'hémisphère Sud. Le climat équatorial n'a pas cette caractéristique, car il ne connaît pas de saisons et se trouve près de l'équateur.

### Climat équatorial
Le climat équatorial concerne les régions voisines de l'équateur. Il se caractérise par une seule saison, de fortes précipitations, ainsi qu'une température élevée quasiment constante toute l'année, dont la moyenne est de 28 °C. Les pluies sont presque quotidiennes, beaucoup plus abondantes aux équinoxes et tombant plutôt en soirée ; l'air chaud se charge en humidité et connaît un mouvement ascendant. Avec l'altitude, il se produit un refroidissement, avec formation de nuages de type cumulo-nimbus qui provoque des pluies souvent violentes. Ce mélange de chaleur et d'humidité permet l'épanouissement de la forêt équatoriale qui est le biome le plus riche en biodiversité.

### Climats tropicaux humides
Ce climat est présent de part et d’autre de l’équateur, parfois jusqu’à 15 à 25 degrés de latitude nord et sud. La température mensuelle moyenne est toute l’année au-dessus de 18 °C. On distingue une saison sèche et une saison humide. Plus l’on s’approche de l’équateur et plus la saison humide s’allonge. Les littoraux tropicaux à l’ouest peuvent subir une variation très importante de température.

### Climats désertiques

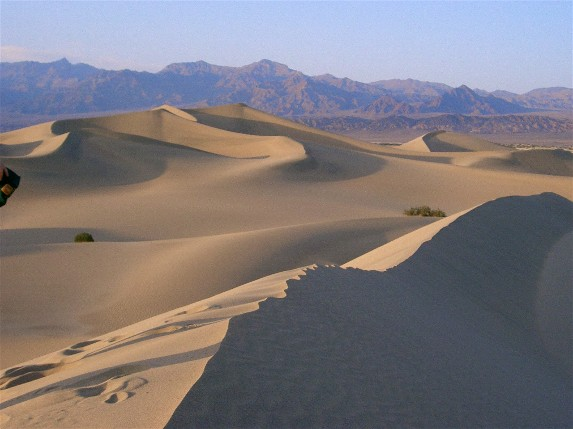
Un exemple de région aride : la vallée de la Mort en Californie.

Le climat désertique est caractérisé par une évaporation supérieure aux précipitations et une température moyenne annuelle supérieure à 18 °C. On distingue quelques mois où les précipitations peuvent se produire. La végétation est parfois absente. Il s'étend entre 10 et 35 degrés de latitude nord et sud. Ce climat est caractéristique des régions désertiques ou semi-désertiques des grandes régions continentales souvent entourées de montagnes, à l'ouest et au centre des continents.

### Climats subtropicaux
Ce type de climat se rencontre à des latitudes comprises entre 25 et 45°. Ces climats subissent l'influence de masses d'air tropicales pendant les mois d'été, leur apportant de fortes chaleurs. En revanche, ils connaissent une vraie saison froide, même si celle-ci est modérée, sous l'influence de masses d'air polaire. En outre, si le ressenti est agréable (douceur, ensoleillement), ces climats sont aussi sujets à des phénomènes brutaux (orages, inondations, cyclones tropicaux).
Généralement, deux types de climats peuvent être qualifiés de subtropicaux : le climat méditerranéen sur les façades occidentales et le climat subtropical humide sur les façades orientales (on emploie souvent le terme « climat chinois »). Si ces deux climats ont en commun un hiver relativement doux et humide (même si un coup de froid n'est jamais exclu), les masses d'air tropical en été apportent des situations bien différentes. Le climat méditerranéen connait l'aridité estivale, alors que le climat subtropical humide subit une chaleur très moite.
Les climats subtropicaux, par leur saison froide en hiver, peuvent aussi être qualifiés de « climats tempérés chauds ».

### Climats dits tempérés
Ce climat est en général caractérisé par des températures tempérées, ainsi que deux saisons : une saison froide (hiver) et une saison chaude (été). On le divise en quatre grands sous-groupes : 

#### Climat océanique
Le climat océanique est un climat avec des étés généralement doux et des hivers généralement frais, humide en toutes saisons et influencé par la proximité des océans où l'on retrouve des courants chauds (en façade ouest des continents) et qui se dégrade peu à peu en un climat continental en se dirigeant vers l'Est, avec des étés chauds et orageux et des hivers très froids et plutôt secs. Le climat océanique est marqué par une amplitude thermique faible (moins de 18 °C), qui s'accentue au fur et à mesure que l'on pénètre dans l'intérieur des continents. Les précipitations sont en général de l'ordre du mètre et surtout bien réparties toute l'année. On le retrouve entre 35 et 65 degrés de latitude dans l'hémisphère nord et sud Berlin en serait la limite orientale en Europe. 
Certains auteurs parlent de climat hyper-océanique pour la bande de terre proche de l'océan (Irlande, Finistère breton) où l'amplitude thermique annuelle moyenne est très faible (moins de 10 °C).

#### Climat continental
Le climat continental se distingue par une amplitude thermique plus forte (dépassant les 23 °C) et des précipitations de l'ordre du mètre mais réparties surtout pendant la période estivale. L'influence de l'océan ne pouvant se faire sentir vu la direction générale des vents, c'est l'humidité due à l'évapotranspiration des terres (forêts et marécages) et des lacs qui fournit les précipitations. 
Les villes côtières des façades orientales subissent également ce climat malgré leur proximité des océans, et ce, jusqu'à des latitudes très basses (New York, Boston, Washington, Shanghai, Séoul) à cause de l'absence de courant océanique chaud. Certains auteurs parlent de climat hypercontinental (amplitude supérieure à 40 °C) pour les régions intérieures des grands continents où seule la terre influence le climat. Les températures extrêmes sont souvent étonnantes (+36 °C et −64 °C pour Snag au Yukon).
Les régions présentant une amplitude thermique intermédiaire entre climat océanique et climat continental (autour des 20 °C) sont appelés climat océanique dégradé ou climat semi-continental.

#### Climat méditerranéen
Le climat méditerranéen est caractérisé par des étés chauds et très secs, d'où de nombreux incendies de forêts, et des hivers doux et humides avec des précipitations violentes susceptibles d'entraîner des inondations. Ce climat doit son nom à la proximité de la Méditerranée mais peut se rencontrer dans d'autres parties du monde (Afrique du Sud, Californie, Chili, etc.), et peut présenter d'assez fortes influences continentales (Madrid, Ankara, Tachkent, etc.).

#### Climat subtropical humide
Le climat subtropical humide, aussi appelé « nuance chinoise » est caractérisé par des étés chauds, des hivers frais à froids, une forte amplitude thermique parfois en quelques heures seulement, de fortes précipitations (supérieure à 1000-1500 mm/an) en particulier l’été. Ce climat est typique de l'Est de l’Asie, du Sud-Est des États-Unis, du sud du Brésil et du nord de l’Argentine, et de l’est de l’Australie, comme à Sydney.

### Climats subarctiques
Ce climat est un intermédiaire entre le climat tempéré et le climat polaire. Les étés sont moins chauds et les hivers plus rigoureux que dans le climat tempéré. La végétation correspond à la forêt boréale ou Taïga. On ne retrouve ce type de climat que dans l'hémisphère nord : partie centrale de tout le Canada, majeure partie de la Russie et nord-est de la Chine. C'est une région peu habitée aux étés courts et frais. En Eurasie, la Sibérie occidentale correspond à ce climat. 
Le climat subarctique correspond à l'appellation « climat tempéré froid sans saison sèche avec aucun mois chaud (+22 °C) » (Dfc) de Köppen.

### Climats polaires
Le climat polaire est caractérisé par des températures froides toute l'année, le mois le plus chaud étant toujours en dessous de +10 °C. La température moyenne mensuelle dépasse −50 °C sur les inlandsis. Vent fort et persistant, le blizzard. Il est caractéristique des côtes nord de l'Amérique, de l'Europe et de l'Asie, ainsi que du Groenland et de l'Antarctique.

## Diversité climatique

### Climats régionaux
L'échelle des climats régionaux ou mésoclimats, qui s'applique à des régions de plusieurs milliers de kilomètres carrés, soumises à certains phénomènes météorologiques bien particuliers (Sirocco, vent venu du désert) du fait de l'interaction entre la circulation générale et le relief. Le climat de l'Alsace, asséché par l'effet de foehn, fournit un exemple typique de climat régional.

### Climats locaux et microclimats
L'échelle des climats locaux s'applique à des sites qui s'étendent sur quelques dizaines de kilomètres carrés tout au plus en moyenne. Cette échelle du climat reste en rapport étroit avec les particularités environnementales d'un espace peu étendu.
La présence de reliefs (climat montagnard...) et d'étendues aquatiques induisent des climats spécifiques. En fond de vallée par exemple, au lever du jour, la température sera beaucoup moins élevée qu'au sommet des versants en adret, pourtant situé à quelques kilomètres de là. La circulation, les échanges entre masses d'air locales ne seront ainsi pas les mêmes que dans la vallée voisine, peut être orientée différemment par rapport au soleil.
Ces particularités peuvent avoir une origine humaine — il s'agit essentiellement de microclimat urbain — ou être entretenues par un milieu naturel tel qu'un rivage marin ou lacustre, ou encore une forêt.
L'échelle microclimatique concerne des sites peu étendus grands d'une centaine de mètres carrés, parfois beaucoup moins. Les traits spécifiques de la topographie et de l'environnement à petite échelle — bâtiments et obstacles divers, couvert végétal, niches rocheuses... — modifient dans ce cas sur des aires réduites, mais de façon parfois très notable, les caractéristiques générales du courant aérien, de l'ensoleillement, de la température et de l'humidité.

## Variabilité climatique
Le climat global varie incessamment à toutes les échelles de temps — temps profond géologique (centaine à dizaine de millions d'années), temps du Quaternaire (million d'années), temps de la préhistoire et de l'histoire humaines (dizaine de milliers à millier d'années), temps de l'époque actuelle (centaine à dizaine d'années) — selon des oscillations irrégulières continues enchaînant des périodes, des stades et des phases plus ou moins longs de chauds et de froids relatifs plus ou moins intenses.
Les causes de ces variations sont essentiellement naturelles jusqu'au XIXe siècle, et majoritairement humaines depuis la deuxième moitié du XXe siècle ; le 5e rapport du GIEC, publié en 2014, estime avec une « haute confiance » qu'en l'absence de mesures additionnelles prises, « les scénarios de base conduisent à une augmentation de la température moyenne globale en 2100 située entre 3,7 °C et 4,8 °C comparée aux valeurs pré-industrielles ». Leurs effets principaux sont d’une part géomorphologiques, variations de l’épaisseur et de l’étendue des surfaces marines et terrestres englacées, du niveau et de l’étendue de l’océan mondial, de l’étendue et du modelé des terres émergées... et d’autre part environnementaux, changement et/ou évolution des écosystèmes – migrations, disparitions, installations... de flores et de faunes selon les déplacements des zones climatiques.

### Variations à long terme

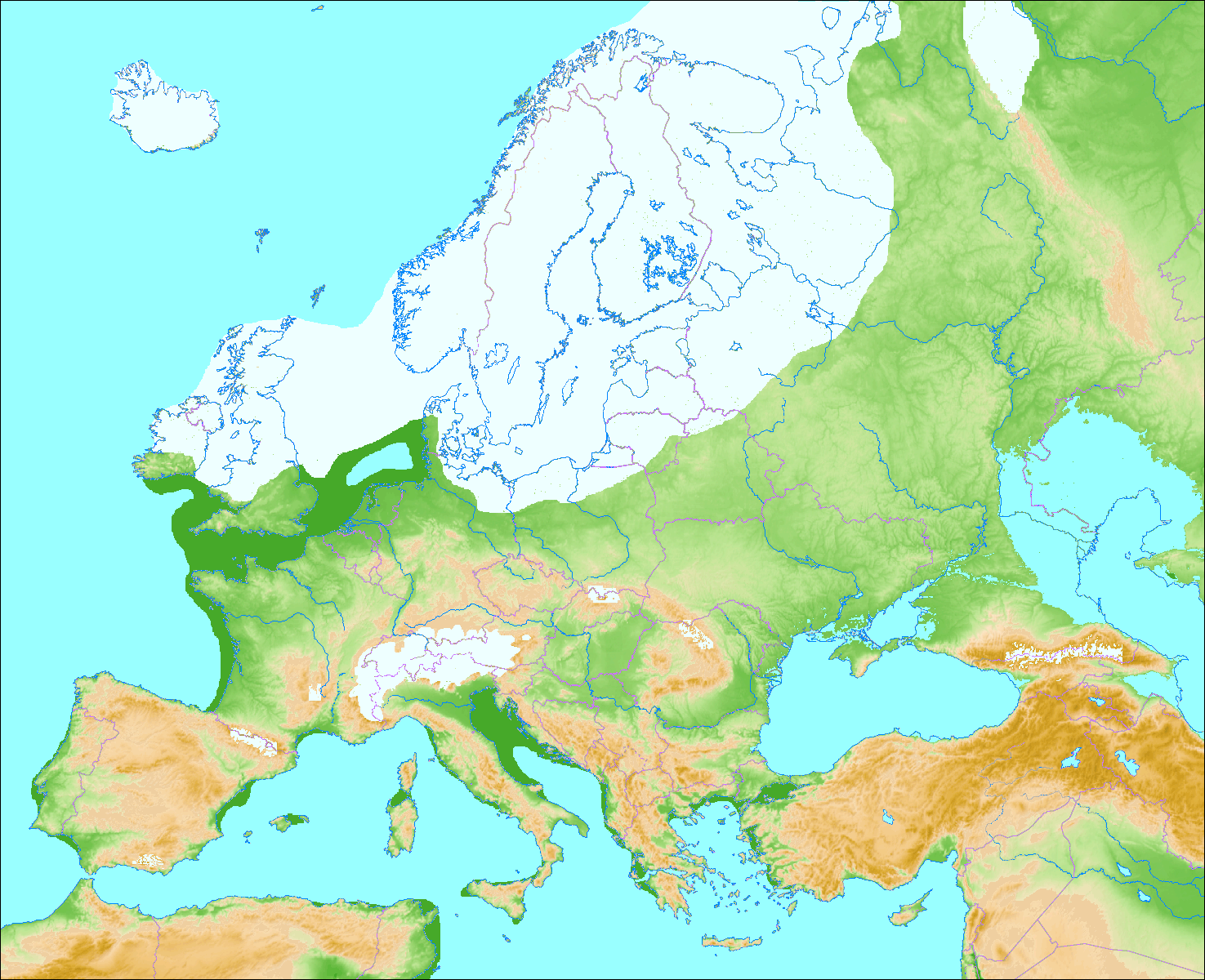
L’Europe lors du dernier maximum glaciaire (Würm IV, environ - 20 000 ans) – blanc : inlandsis, vert foncé : terres émergées.

2 000 ans de variations climatiques.

La période interglaciaire actuelle de l'Holocène a débuté il y a une douzaine de milliers d’années, à la fin de la dernière période glaciaire (appelée Würm pour sa composante alpine). La déglaciation qui l'a précédée a duré environ 10 000 ans ; elle s'est soldée par une hausse des températures d'environ 4 °C et une élévation du niveau marin d'environ 130 mètres. L'optimum climatique de l'Holocène a duré d'environ 9000 à 5000 ans BP.
L'évolution de la température durant l'Holocène n’est pas monotone : durant le dernier millénaire, le climat européen a été successivement doux et sec (~ 1000/1250), très variable (~ 1250/1400) – Optimum climatique médiéval -, de plus en plus froid (~ 1400/1600), très froid (~ 1600/1850) - Petit âge glaciaire -, peu à peu réchauffé (~ 1850/1940), froid (~ 1940/1950). Depuis, il se réchauffe de nouveau, mais dans des proportions et à une vitesse sans commune mesure avec les évolutions antérieures : l'augmentation de température atteint 0,9 °C en 2017 par rapport par rapport à la moyenne 1951–1980 ; le GIEC attribue ce réchauffement accéléré aux activités anthropiques.

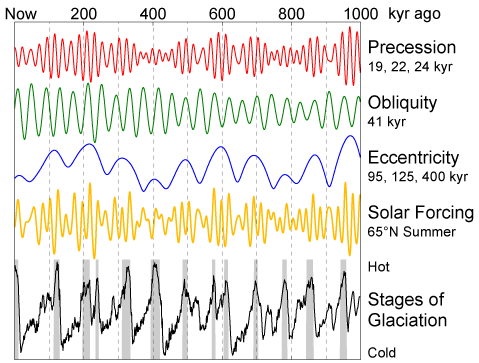
Les variations des paramètres de Milanković et leurs conséquences sur la température (solar forcing) et sur les glaciations. 1 kyr = 1 kiloyear (= 1000 ans)

Parmi les facteurs majeurs de variations climatiques de long terme, on peut citer :
- les forçages astronomiques  résultant des variations cycliques des paramètres orbitaux de la Terre (paramètres de Milanković) : mouvement des apsides, excentricité orbitale, obliquité, précession des équinoxes, nutation ; sur le dernier million d’années, leurs périodes ont été très différentes ; leur combinaison fait varier amplement et de façon assez irrégulière l’irradiation solaire de la Terre selon une « période » d’environ 20 000 ans, ce qui pourrait expliquer en partie les alternances d’une vingtaine de stades glaciaires/interglaciaires de l’ère quaternaire, mais pas celles des ères antérieures, dans l’ensemble beaucoup plus « chaudes » ;
- la tectonique des plaques : À une échelle de temps longue, de l'ordre du million d'années ou plus, la tectonique des plaques influence la teneur en dioxyde de carbone de l'atmosphère et donc l'intensité de l'effet de serre. Certains processus, en particulier le volcanisme des dorsales océaniques, libère du dioxyde de carbone dans l'atmosphère tandis que d'autres, comme l'altération chimique des roches, favorisée par les orogenèses, consomment du dioxyde de carbone. Par ailleurs, la position des masses continentales influe sur l' albédo global de la Terre et conditionne la redistribution latitudinale de la chaleur par la circulation océanique globale. Enfin, les reliefs terrestres ou sous-marins modifient respectivement la circulation des masses d'air et des courants marins[11].

### Variations à court-moyen terme

Nombre de taches solaires entre 1600 et 2000.

- les variations du forçage radiatif solaire (cycle solaire), qui se manifestent par les variations des taches solaires et entrainent des variations de l'irradiation solaire, selon un cycle d'environ 11 ans ;
- de grandes oscillations climatiques, telles que le phénomène El Niño et son antithèse La Niña, l’oscillation décennale du Pacifique et l’oscillation nord-atlantique, qui sont responsables d’importantes variations d’une année à l’autre[4] ;
- des phénomènes peu fréquents tels que les chutes de grosses météorites, les éruptions volcaniques, les incendies des grandes forêts boréales et tropicales : ces catastrophes répandent dans l'atmosphère des quantités considérables de poussières qui font chuter la température en empêchant le rayonnement solaire de parvenir au sol et aux océans ; par exemple, l'éruption du Pinatubo en 1991 émit 17 millions de tonnes de dioxyde de soufre, diminuant la luminosité de l'ordre de 10 % à la surface terrestre et diminuant la température moyenne au sol entre 0,5 et 0,6 °C dans l'hémisphère nord et 0,4 °C sur tout le globe[12] ;
- les effets de l’activité humaine : déboisement, irrigation, lacs artificiels, pollution atmosphérique et surtout émissions de gaz à effet de serre, sur le climat général sont largement documentés : la couche d'ozone arrête une partie des UV solaires et sans cet effet d’écran, la vie terrestre ne serait pas possible ; dans la stratosphère, il est détruit par le chlore de nos gaz CFC, mais en surface, il est produit par la circulation automobile, le chauffage, les incendies de brousse et de forêt... L’effet de serre dû au méthane, au gaz carbonique mais surtout à la vapeur d’eau est tout aussi nécessaire à la vie, mais son augmentation très rapide au cours des dernières décennies produit un déséquilibre majeur par rapport aux cycles naturels qui représente une menace grave (cf. changement climatique).

## Modèles climatiques
Le système climatique est très complexe : les interactions affectent simultanément l'atmosphère, les océans, les calottes glacaires, les systèmes hydrologiques continentaux, la biosphère marine ou terrestre. Simuler ces interactions nécessite la collecte et le traitement de masses considérables d'informations. L’apparition des images satellitaires a permis de visualiser de manière directe l’organisation à grande échelle de la circulation atmosphérique et, de manière plus indirecte, celle de la circulation océanique. Les premières tentatives de modélisation datent du XIXe siècle, avec la formulation des équations qui déterminent le mouvement de l’atmosphère, les équations de Navier-Stokes. Une des premières tentatives de modéliser le système climatique est celle de l’anglais Lewis Fry Richardson, publiée en 1922. Mais c'est seulement avec l'arrivée des ordinateurs que la modélisation a pu trouver les capacités de calcul énormes qu'elle nécessite. La première étape du travail de modélisation consiste à couvrir la Terre d’un maillage tri-dimensionnel. On écrit alors, aux nœuds de ce maillage, des équations d’évolution qui permettent, d’un pas de temps à l’autre, de faire varier des paramètres tels que la pression, la température, les vents ou les courants ; un modèle atmosphérique incorpore des équations supplémentaires pour représenter l’effet collectif des nuages près du sol (les stratus), comme des grands nuages convectifs (les cumulonimbus), la présence de végétation, le débit des rivières, etc. L’allongement de la durée des simulations a permis d’explorer le comportement des modèles numériques sur des périodes de plus en plus longues, et de tester leur capacité à reproduire des climats passés : par exemple, le dernier maximum glaciaire, il y a 21 000 ans, ou encore le climat chaud de l’Holocène entre 10 000 et 5 000 ans avant l’époque actuelle, quand le Sahara était humide. Le progrès le plus important a été le passage d’une modélisation de la circulation atmosphérique à une représentation du système climatique complet : atmosphère, océans et continents, en prenant en compte leurs interactions physiques, chimiques et biologiques.

## Modification du climat par les activités humaines
La responsabilité humaine dans le changement climatique, également appelé réchauffement climatique, est connue depuis au moins la fin des années 1970. En 1979, le philosophe allemand Hans Jonas publie son livre Le Principe responsabilité, qui eut un grand retentissement en Allemagne. Il en appelle à la responsabilité des générations présentes vis-à-vis des générations futures, vis-à-vis de l'impact sur l'environnement,.
En 2010, alors que les controverses sur le réchauffement climatique battent leur plein, le philosophe australien Clive Hamilton publie Requiem for a Species: Why We Resist the Truth about Climate Change (en français : Requiem pour l'espèce humaine : Faire face à la réalité du changement climatique), où il étudie le déni du réchauffement climatique et pose la question de l'habitabilité à long terme de la Terre pour l'espèce humaine.
En 2013, alors que des chercheurs et des ingénieurs étudient des méthodes visant à manipuler la couverture nuageuse de la terre, à modifier la composition chimique des océans ou à envelopper la planète d'une couche de particules réfléchissant la lumière du Soleil, par des techniques de géoingénierie, Clive Hamilton dénonce les « apprentis sorciers » qui cherchent à prendre le contrôle du climat de la Terre et pose la question de ce que signifie pour une espèce d'avoir l'avenir d'une planète entre ses mains.